# William Abadie
William Abadie, nome completo William Jean Louis Abadie (Saint-Raphaël, 16 febbraio 1977), è un attore francese, conosciuto principalmente per i suoi ruoli nelle serie televisive Gossip Girl, Sex and the City, The O.C., Ugly Betty, Homeland - Caccia alla spia e Emily in Paris.

## Biografia
Dopo un periodo di studi teatrali a Parigi, alla fine degli anni '90 ha recitato in alcuni  film francesi.
Trasferitosi a New York, nel 2000 ha frequentato l'Actors Studio.
Ha lavorato per due anni nelle produzioni off-Broadway e quindi ha iniziato la sua carriera cinematografica statunitense. 
Come indossatore, ha sfilato per Dior, Giorgio Armani e Hugo Boss. Nel 2018 è stato nominato Uomo della settimana dalla rivista GQ.

## Filmografia

### Cinema
- L'amore infedele - Unfaithful (Unfaithful), regia di Adrian Lyne (2002)
- La Pantera Rosa (The Pink Panther), regia di Shawn Levy (2006)
- Resident Evil: Extinction, regia di Russell Mulcahy (2007)
- My Sassy Girl, regia di Yann Samuell (2008)
- 7 giorni per cambiare (The Longest Week), regia di Peter Glanz (2014)
- The Brits Are Coming - La truffa è servita (The Con is On), regia di James Oakley (2018)
- Aspettando Anya (Waiting for Anya), regia di Ben Cookson (2020)

### Televisione
- Sex and the City – serie TV, episodio 6x05 (2003)
- E.R. - Medici in prima linea (ER) – serie TV, episodio 10x10 (2003)
- The O.C. – serie TV, episodio 4x04 (2006)
- Gossip Girl – serie TV, episodio 1x11-2x16 (2007-2009)
- Royal Pains – serie TV, episodio 1x07 (2009)
- Pan Am – serie TV, episodio 1x02 (2011)
- Homeland - Caccia alla spia (Homeland) – serie TV, 5 episodi (2013)
- White Collar – serie TV, episodio 4x15 (2013)
- Blue Bloods – serie TV, episodio 3x21 (2013)
- Person of Interest – serie TV, episodio 3x18 (2014)
- Gotham – serie TV, episodio 3x08 (2016)
- Sweetbitter – serie TV, episodio 2x06 (2019)
- Emily in Paris – serie TV, 18 episodi (2020-2024)
- And Just Like That... – serie TV, 4 episodi (2022-2023)
- The Equalizer – serie TV, episodio 5x15 (2025)